# Бой при Уамачуко
Бой при Уамачуко (исп. Batalla de Huamachuco) — последнее крупное столкновение между чилийскими и перуанскими войсками во время Тихоокеанской войны 1879—1883 годов, произошедшее 10 июля 1883 года в окрестностях города Уамачуко, департамент Ла-Либертад, в Перу.

Последняя кампания Второй Тихоокеанской войны

Столкнувшись с угрозой мирным переговорам в связи с продолжавшимся в Андах сопротивлением отряда генерала Андреаса Касереса, адмирал Патрисио Линч, чилийский главнокомандующий, решил окружить и покончить одним ударом с остатками перуанского сопротивления. Одна часть его войск стала преследовать Касереса с юга, вынуждая последнего отступать на север, в высокие Анды, через Серро-де-Паско и Уануко, в то время другая была высажена в Трухильо, чтобы с севера перерезать перуанцам путь отступления. 5 июля 1883 года перуанская армия прибыла в Тульпо, недалеко от Уамачуко, где Касерес узнал, что Уамачуко занят чилийским отрядом полковника Алехандро Горостиаги. Перуанский генерал созвал военный совет, на котором было принято решение прекратить отступление и попытаться уничтожить чилийские силы, занимающие город.
8 июля отряд Касереса — около 2000 солдат, плюс несколько сотен индейских партизан, называемых монтонерас, — занял позиции на двух холмах, с которых открывался вид на город. Горостиага, как только увидел перуанцев на вершинах холмов, немедленно вышел из Уамачуко и занял позицию напротив, на холме с крутыми склонами. Когда перуанцы увидели, что Горостиага выдвинулся из города, они вошли в Уамачуко, фактически отрезав чилийцам путь к отступлению. 9 июля противники перестреливались из орудий, но финальная атака перуанцев была отложена на ранние часы 10 июля.
На рассвете 10 июля Горостиага решил упредить противника и начал атаку на правый фланг перуанцев, но был отбит контратакой и стал отступать на исходную позицию на вершину холма, преследуемый противником. Чилийская артиллерия была подавлена огнём орудий перуанцев и отошла влево. После четырех часов боя перуанцы почти добрались до вершины холма, но у них начали заканчиваться боеприпасы. Касерес приказал своей артиллерии переместиться в долину, обращенную к холму, чтобы лучше вести огонь и обеспечить последний удар. 
Горостиага увидел эту тактическую ошибку и приказал своей кавалерии атаковать перуанские орудия. Беззащитные артиллеристы были либо рассеяны, либо убиты; были захвачены семь пушек. Вслед за этим чилийцы контратаковали в штыки вниз по склону и прорвали перуанские линии в нескольких местах. Строй перуанских войск рухнул, и остатки начали бежать с поля боя. Несколько мгновений спустя чилийская пехота при поддержке двух пушек захватила перуанский лагерь на холме.
Перуанцы потеряли 800 человек — почти треть своих сил, включая большое количество офицеров. Раненому Касересу удалось бежать. Чилийцы потеряли 164 человек.
Поражение положило конец перуанскому сопротивлению, и всего три месяца спустя, 20 октября 1883 года, был подписан Анконский договор, завершивший войну.